# آنولاریا
آنولاریا (نام علمی: Annularia) نام یک سرده از رده رده دم‌اسبی است.